# Светско првенство у хокеју на леду 1950.
Светско првенство у хокеју на леду 1950. (енгл. 1950 World Ice Hockey Championships) био је 17. по реду турнир за титулу светског првака у хокеју на леду у организацији Међународне хокејашке федерације (ИИХФ). Европске селекције уједно су се такмичиле и за 28. титулу првака Европе. Првенство се одржавало од 13. до 22. марта у Лондону, а био је то други пут да је Велика Британија организовала светско првенство у овом спорту. Утакмице су по по први пут играле на три различита локалитета, у Вембли арени, на Ерлкортском сајму, те на клизалишту у Харингеју.
На првенству је учестовало укупно 9 репрезентација. Репрезентација Чехословачке није учестовала на првенству и самим тим није бранила титулу освојену годину дана раније. Званичан разлог неучешћа било је одбијање локалних власти да двојици чехословачких новинара доделе визе за улазак у Британију. Ставрни разлог неучествовања чехословачког тима били су све учесталији пребјези спортиста из ове, у том периоду комунистичке земље, а све је кулминирало напуштањем земље тада највеће чешке спортске звезде Јарослава Дробног. Чехословачка тајна служба је ухапсила неколико играча на аеродрому у Прагу, непосредно пре полетања авиона за Лондон, и они су већ 7. октобра 1950. проглашени кривима за издају и осуђени на вишегодишње казне робије. Највећу казну у трајању од 15 година затвора добио је капитен репрезентације Бохумил Модри.
Титулу светског првака, своју 13. по реду освојила је селекција Канаде коју су на овом првенству представљали играчи екипе Едмонтон меркјуриз. Сребрну медаљу освојила је селекција Сједињених Држава, док је репрезентација Швајцарске поред бронзане медаље освојила и титулу европског првака као најбољепласирана европска селекција.
Све утакмице је посматрало укупно око 127.000 гледалаца или у просеку 4.730 гледалаца по утакмици. На турниру су на 27 утакмица постигнута укупно 302 гола или у просеку 11,19 голова по утакмици.

## Учесници првенства
| - Белгија - Велика Британија - Канада | - Норвешка - Сједињене Државе - Француска | - Холандија - Швајцарска - Шведска |

## Систем такмичења
Систем такмичења је био идентичан ономе са СП 1949. Укупно 9 екипа је у првој фази подељено у три групе са по три тима. Играло се по једнокружном бод систему у два кола, а пласман у финалну рунду остварила су по два првопласирана тима из све три групе. Тих 6 репрезентација се у финалној групи борило за медаље, док су екипе коју су биле последњепласиране у групама такмичење наставиле у борбама за пласман од 7. до 9. места.
Победа се вредновала са 2, а нерешен резултат са 1 бодом.

## Прва фаза
У првој фази екипе су биле подељене у три групе са по три тима. Пласман у финалну групу оствариле су по две првопласиране селекције из све три групе.

### Група А
| #  | Репрезентација   | Ут | П | Нер | И | ГД | ГП | ГР  | Бод |
| -- | ---------------- | -- | - | --- | - | -- | -- | --- | --- |
| 1. | Велика Британија | 2  | 2 | 0   | 0 | 11 | 0  | +11 | 4   |
| 2. | Норвешка         | 2  | 1 | 0   | 1 | 11 | 2  | +9  | 2   |
| 3. | Француска        | 2  | 0 | 0   | 2 | 0  | 20 | -20 | 0   |

| 13. март 1950. | Лондон | Велика Британија | 9 : 0  | Француска |  | 4:0, 3:0, 2:0 |
|                |        |                  |        |           |  |               |
| 14. март 1950. | Лондон | Норвешка         | 11 : 0 | Француска |  | 7:0, 2:0, 2:0 |
|                |        |                  |        |           |  |               |
| 15. март 1950. | Лондон | Велика Британија | 2 : 0  | Норвешка  |  | 0:0, 0:0, 2:0 |

### Група Б
| #  | Репрезентација | Ут | П | Нер | И | ГД | ГП | ГР  | Бод |
| -- | -------------- | -- | - | --- | - | -- | -- | --- | --- |
| 1. | Канада         | 2  | 2 | 0   | 0 | 46 | 2  | +44 | 4   |
| 2. | Швајцарска     | 2  | 1 | 0   | 1 | 26 | 16 | +10 | 2   |
| 3. | Белгија        | 2  | 0 | 0   | 2 | 3  | 57 | -54 | 0   |

| 13. март 1950. | Лондон | Швајцарска | 24 : 3 | Белгија    |  | 5:1, 7:1, 12:1  |
|                |        |            |        |            |  |                 |
| 14. март 1950. | Лондон | Канада     | 13 : 2 | Швајцарска |  | 5:1, 4:1, 4:0   |
|                |        |            |        |            |  |                 |
| 15. март 1950. | Лондон | Канада     | 33 : 0 | Белгија    |  | 14:0, 10:0, 9:0 |

### Група Ц
| #  | Репрезентација   | Ут | П | Нер | И | ГД | ГП | ГР  | Бод |
| -- | ---------------- | -- | - | --- | - | -- | -- | --- | --- |
| 1. | Шведска          | 2  | 2 | 0   | 0 | 18 | 3  | +15 | 4   |
| 2. | Сједињене Државе | 2  | 1 | 0   | 1 | 20 | 9  | +11 | 2   |
| 3. | Холандија        | 2  | 0 | 0   | 2 | 1  | 27 | -26 | 0   |

| 13. март 1950. | Лондон | Шведска          | 8 : 3  | Сједињене Државе |  | 5:2, 0:0, 3:1 |
|                |        |                  |        |                  |  |               |
| 14. март 1950. | Лондон | Шведска          | 10 : 0 | Холандија        |  | 3:0, 1:0, 6:0 |
|                |        |                  |        |                  |  |               |
| 15. март 1950. | Лондон | Сједињене Државе | 17 : 1 | Холандија        |  | 7:0, 2:0, 7:1 |

## Разигравање за пласман од 7. до 9. места

### Група А
| #  | Репрезентација | Ут | П | Нер | И | ГД | ГП | ГР  | Бод |
| -- | -------------- | -- | - | --- | - | -- | -- | --- | --- |
| 7. | Белгија        | 2  | 2 | 0   | 0 | 11 | 3  | +8  | 4   |
| 8. | Холандија      | 2  | 1 | 0   | 1 | 6  | 6  | 0   | 2   |
| 9. | Француска      | 2  | 0 | 0   | 2 | 3  | 11 | -17 | 0   |

| 20. март 1950. | Лондон | Белгија   | 7 : 1 | Француска |  | 3:0, 1:0, 3:1 |
|                |        |           |       |           |  |               |
| 21. март 1950. | Лондон | Холандија | 4 : 2 | Француска |  | 1:0, 3:1, 0:1 |
|                |        |           |       |           |  |               |
| 22. март 1950. | Лондон | Белгија   | 4 : 2 | Холандија |  | 2:1, 1:0, 1:1 |

## Финална група
| #  | Репрезентација   | Ут | П | Нер | И | ГД | ГП | ГР  | Бод |
| -- | ---------------- | -- | - | --- | - | -- | -- | --- | --- |
| 1. | Канада           | 5  | 5 | 0   | 0 | 42 | 3  | +39 | 10  |
| 2. | Сједињене Државе | 5  | 4 | 0   | 1 | 29 | 20 | +9  | 8   |
| 3. | Швајцарска       | 5  | 3 | 0   | 2 | 31 | 30 | +1  | 6   |
| 4. | Велика Британија | 5  | 2 | 0   | 3 | 14 | 32 | -18 | 5   |
| 5. | Шведска          | 5  | 1 | 0   | 4 | 15 | 16 | -1  | 2   |
| 6. | Норвешка         | 5  | 0 | 0   | 5 | 15 | 45 | -30 | 0   |

| 17. март 1950. | Лондон | Велика Британија | 4 : 3  | Норвешка         |  | 1:0, 2:2, 1:1 |
| 17. март 1950. | Лондон | Канада           | 11 : 1 | Швајцарска       |  | 2:0, 3:1, 6:0 |
| 17. март 1950. | Лондон | Шведска          | 2 : 4  | Сједињене Државе |  | 1:0, 1:2, 0:2 |
|                |        |                  |        |                  |  |               |
| 18. март 1950. | Лондон | Швајцарска       | 12 : 4 | Норвешка         |  | 3:3, 6:0, 3:1 |
| 18. март 1950. | Лондон | Канада           | 5 : 0  | Сједињене Државе |  | 0:0, 1:0, 4:0 |
| 18. март 1950. | Лондон | Велика Британија | 5 : 4  | Шведска          |  | 0:0, 1:2, 4:2 |
|                |        |                  |        |                  |  |               |
| 20. март 1950. | Лондон | Велика Британија | 2 : 3  | Сједињене Државе |  | 2:1, 0:0, 0:2 |
| 20. март 1950. | Лондон | Канада           | 11 : 1 | Норвешка         |  | 3:0, 4:1, 4:0 |
| 20. март 1950. | Лондон | Шведска          | 2 : 3  | Швајцарска       |  | 2:1, 0:0, 0:2 |
|                |        |                  |        |                  |  |               |
| 21. март 1950. | Лондон | Сједињене Државе | 10 : 5 | Швајцарска       |  | 3:0, 1:3, 6:2 |
| 21. март 1950. | Лондон | Шведска          | 6 : 1  | Норвешка         |  | 2:0, 3:0, 1:1 |
| 21. март 1950. | Лондон | Велика Британија | 0 : 12 | Канада           |  | 0:5, 0:3, 0:4 |
|                |        |                  |        |                  |  |               |
| 22. март 1950. | Лондон | Сједињене Државе | 12 : 6 | Норвешка         |  | 5:0, 4:3, 3:3 |
| 22. март 1950. | Лондон | Велика Британија | 3 : 10 | Швајцарска       |  | 1:4, 2:3, 0:3 |
| 22. март 1950. | Лондон | Канада           | 3 : 1  | Шведска          |  | 1:0, 2:0, 0:1 |

## Коначни пласман и признања

### Коначан пласман
Коначан пласман на светском и европском првенству 1950. био је следећи:
| СП | ЕП | Репрезентација   |
|    | —  | Канада           |
| 2  | —  | Сједињене Државе |
| 3  |    | Швајцарска       |
| 4. | 2  | Велика Британија |
| 5. | 3  | Шведска          |
| 6. | 4. | Норвешка         |
| 7. | 5. | Белгија          |
| 8. | 6. | Холандија        |
| 9. | 7. | Француска        |